# 正坤
正坤（せいこん）は、中華人民共和国時代に大聖王朝を樹立し自立を称した曹秀花が建てた私年号。1986 - 1988年。

## 西暦との対照表
| 正坤 | 元年   | 2年    | 3年    |
| 西暦 | 1986年 | 1987年 | 1988年 |
| 干支 | 丙寅   | 丁卯   | 戊辰   |